# Meseta del Lago Buenos Aires
Meseta del Lago Buenos Aires är en platå i Argentina.   Den ligger i provinsen Santa Cruz, i den södra delen av landet, 1 700 km sydväst om huvudstaden Buenos Aires.